# Anaphalis pelliculata
Anaphalis pelliculata là một loài thực vật có hoa trong họ Cúc. Loài này được Trimen mô tả khoa học đầu tiên năm 1895.